# Kleinweil

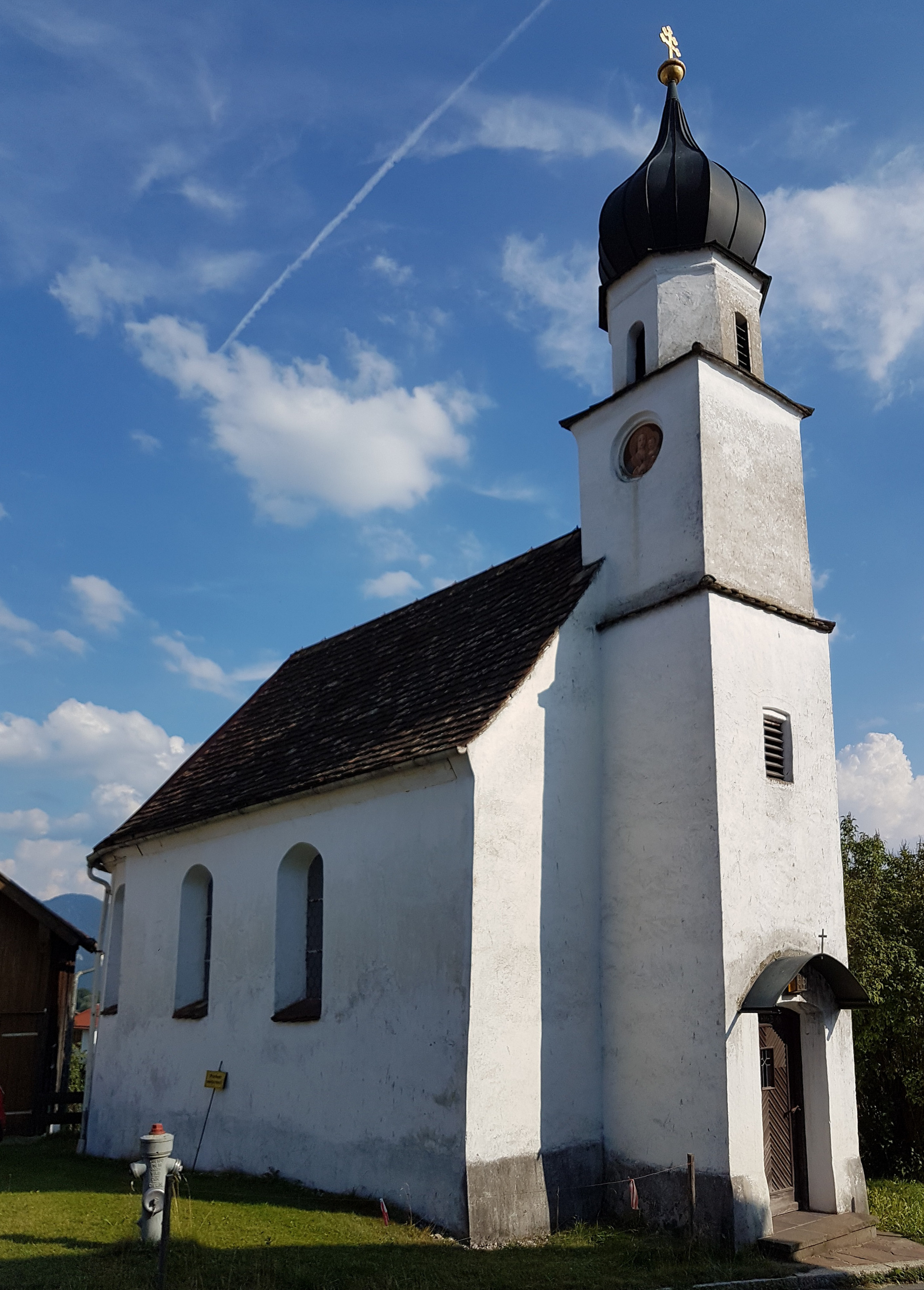
Kapelle St. Korbinian in Kleinweil

Kleinweil ist ein Gemeindeteil der Gemeinde Großweil im Landkreis Garmisch-Partenkirchen (Oberbayern, Bayern).

## Lage
Das Kirchdorf liegt knapp einen Kilometer nördlich des Hauptorts Großweil auf der linken Seite der Loisach an der Staatsstraße 2370.

## Geschichte
Es gab die eigenständige Gemeinde Kleinweil, bestehend aus den Orten Gröben, Kleinweil, Pölten, Stern und Zell und etwa 1100 Hektar groß, die zum Landkreis Weilheim gehörte, am  1. Juli 1972 zum Landkreis Garmisch-Partenkirchen kam und 1976 vollständig nach Großweil eingemeindet wurde.